# Antón de Marirreguera
Antón González Reguera (Carreño, 1605 — , década de 1660), também conhecido como Antón de Marirreguera, foi um padre e escritor asturiano. É considerado um dos primeiros autores da literatura asturiana, cuja obra Pleitu ente Uviéu y Mérida pola posesión de les cenices de Santa Olaya, sobre as cinzas de Eulália de Mérida foi escrita em 1639.

## Biografia
Nascido numa família fidalga. A sua alcunha veio da sua mãe, María González Reguera. Supõe-se que o seu pai chamava-se Pedro Álvarez Hevia e que tenha morrido novo. Ao ficar órfão de pai e realizar os seus estudos eclesiásticos, seguindo a tradição materna, adotou o apelido da sua mãe. Nos manuscritos aparece como Antonio Álvarez.
Após estudar latim, ciências humanas e teologia na Universidade de Oviedo em 1631, foi ordenado sacerdote, e com o tempo permaneceu no cargo de diversas paróquias em Carreño. Nos padrões da fidalguia do concelho aparece com o nome de Antonio González Reguera, como pároco de Prendes em 1640 e 1644. Em 1645 tornou-se pároco de Albandi, mas com o nome de Antonio González Moñiz, ao tomar o apelido do seu tio Xoan Moñiz, que o precedeu na mesma paróquia. Na documentação de Albandi segue aparecendo como pároco até 1661, quando foi sucedido no cargo pelo seu sobrinho Xuan Rodríguez Reguera. Por não aparecer nos padrões da fidalguia de 1662, supõe-se que a sua morte deva ter ocorrido entre 1661 e 1662.
Já era conhecido como escritor nos seus tempos de estudante, e as suas obras ganharam grande popularidade na vida. No entanto, como foram transmitidas manualmente e oralmente, muitas delas foram perdidas. Segundo González Posada, o próprio Antón de Marirreguera teria pedido ao seu sobrinho antes de morrer que queimasse os seus papéis “para que não fosse dito que um pároco havia se distraído com estas coisas”.
As obras perdidas que foram registadas são Los impuestos, Padrenuesu, Razonamientu ente Xuan Moñiz y Pero Suare e Décimes, e também Píramo y Tisbe, já que atualmente é considerada duvidosa a atribuição à versão recolhida por Xosé Caveda y Nava.
A primeira edição das suas obras foram realizadas por González Posada, que incluiu Pleitu ente Uviéu y Mérida e a primeira oitava de Dido y Eneas em Memorias Históricas del Principado de Asturias y Obispado de Oviedo (1794). Posteriormente, Xosé Caveda y Nava incluiu na sua Colección de poesías en dialecto asturiano (1839) estes dois poemas, junto a Hero y Lleandro, Píramo y Tisbe, Diálogu políticu e L'ensalmador.
A edição mais recente e a mais completa é a publicada em 1997 por Xulio Viejo, com o título de Fábules, Teatru y Romances. No estudo introdutório, foi questionada a atribuição a Marirreguera da fábula de Píramo y Tisbe que Caveda havia recolhido. Xulio Viejo considera provável que essa composição seja obra de Benito de l’Auxa, embora se saiba que Marirreguera havia escrito outra com o mesmo título.
Em maio de 2000, a Semana das Letras Asturianas foi dedicada à sua obra. Isso levou à adaptação da cena L'ensalmador, feita por Lluis Antón González e realizada por Xulio Vixil.

## Língua
A língua empregada por Marirreguera nos seus poemas é a característica da fala central (plural feminino em -es, redução dos ditongos decrescentes (ou > o, ei > e). Mostra vários traços próprios da sua região de Peñes:
- Metafonia (comum nos montes centrais): lluigo, cuiro, diniro, fuibo, muirtu, cuinto, utru, pescuizo, dericho, nuiche, isti, cuirpo, agüilu
- primeira pessoa, singular perfeito -ego: rompego 'rompió', sentigo 'sintió', saligo 'salió'
- terceira pessoa, plural perfeito -anon, -enon (comum no asturiano ocidental): casanonse, mandanon, fexenon, camentanon.
- terceira pessoa, plural imperfeito -íen > ín (comum no asturiano oriental): tenín, solín, facín, comerín, purrín, podín, sabín, querín, saldrín.
- (comum no asturiano oriental): fo 'foi', to 'toi',
- Palatalização de /N/ (comum no asturiano oriental): ñon, ños, ñeña, ñoble, ñatural, ñevera, ña casa, ñaves, ñube, ñates, ñariz, ñadar, ñunca, areña, sereña, ñecesidá, ñaranxes, ñueces, ñozal, ñuestro, ñoticies, ñavaya, ñalga, ñabo, ñueve.